# Camí de l'Arrel
El Camí de l'Arrel es troba a Montserrat (Catalunya), el qual és l'itinerari més cèlebre d'aquest massís muntanyós.

## Descripció
Aquest sender forma part del GR 172 i connecta el refugi de Santa Cecília amb el Monestir de Montserrat. La seua fama no és en va, ja que és un dels camins més bonics de la muntanya: sortint de Santa Cecília de Montserrat, hom resta bocabadat davant de la magnificència dels abismes que marquen el límit nord de la regió de Tabor. Tres parets altíssimes, immensos miralls de conglomerat, dominen el primer tram del camí: Sant Jeroni, l'Aeri i Diables. Després apareix com una revelació el símbol petri de Montserrat: el Cavall Bernat. L'agulla més esvelta de la muntanya emergeix dels serrats i es projecta enlaire, fins a punxar el cel. Abans d'arribar al monestir, el camí passa per un altre racó màgic: el Pla de la Trinitat. Aquest replà és un balcó intermedi entre l'univers religiós i cultural del monestir i el paradís excursionista i escalador de la regió de Tebaida. Aquest camí aplega el bo i millor de Montserrat.

## Accés
Cal deixar el vehicle a Santa Cecília (678 m) i sortir-ne per la banda de llevant. Traspassem la carretera amb precaució i agafem el corriol que puja pel marge fins a enllaçar a pocs metres amb el Camí de l'Arrel. Prenem el camí girant a l'esquerra i avancem en direcció est. Caminem a l'ombra dels arbres i, a mesura que guanyem altitud, percebrem la transformació gradual de les pinedes en l'alzinar de muntanya. Travessem els torrents secs que davallen de les canals fondes que separen els imponents serrats del vessant nord. Ignorem les senderes que es desvien a dreta i esquerra fins a arribar a una pujada que ens deixarà a la cruïlla de camins del Pla de la Trinitat (946 m). Després de contemplar la cara de l'Elefant i el perfil de La Mòmia podem tornar al vehicle pel mateix camí.